# Musée national des dinosaures
 (mai 2013).
Le Musée national des dinosaures (The National Dinosaur Museum) abrite la plus importante collection permanente de fossiles de l'hémisphère sud. Il est situé à Gold Creek Village près de Canberra en Australie. Le musée s'intéresse à toutes les formes de vie préhistorique avec un préférence marquée pour les dinosaures. 
Avec 55 000 visiteurs, le musée est l'une des attractions les plus populaires de la région. Sa boutique de cadeaux vend et expédie dans le monde entier une large sélection de fossiles. 
Fondé en 1993, le musée a été constamment amélioré et mis à jour depuis sa conception. 